# یاباکوهو
یاباکوهو (به لاتین: Iabakoho) یک منطقهٔ مسکونی در ماداگاسکار است که در توآلانارو واقع شده‌است. یاباکوهو ۳٬۰۰۰ نفر جمعیت دارد و ۴۰ متر بالاتر از سطح دریا واقع شده‌است.